# Elaine Breeden
Elaine Breeden, född 18 november 1988 i Lexington i Kentucky, är en amerikansk simmare.
Breeden blev olympisk silvermedaljör på 4 × 100 meter medley vid sommarspelen 2008 i Peking.